# 服装史
服裝，織物易腐爛。我們對古代服裝的了解主要通過歷史文獻和古代雕像等實物。

## 原始時代
根据马克斯·普朗克进化人类学研究所对虱子线粒体DNA的研究。约10万年前古人类头虱和体虱出现分化，这可能标志着服装的出现。最早的服装可能是兽皮，因为容易制作。至于用纤维编制出布，再用布制作衣服则更为复杂。在各种植物纤维中，亚麻是最早用于编制服装的。而已知最早的亚麻纤维出现在距今3万6千年的格鲁吉亚。整块的纺织物更难寻找。

## 古兩河流域
一種不分男女的蘇美爾服飾被稱爲古納庫(英語：Kaunakes, 古希臘語: καυνάκης, 羅馬化: kaunákēs or γαυνάκης; 古典敘利亞語: ܓܘܢܟܐ, 羅馬化: gawnɘḵā;[2][3] 阿卡德語: 𒌆𒄖𒅘𒆪 TÚGGU-NAK-KU)。
巴比伦時期重視顔色，發明了刺绣技術。亞述人開始使用流蘇。波斯人開始穿褲子，和高高的原帽子。富有的貴族開始追求昂貴的紫色。

## 古埃及
有证据表明，古埃及在新石器时代（约公元前6000年），就有关于驯化野生亚麻的记载，它可能是从黎凡特地区进口的。其他韧皮纤维，包括草、芦苇、棕榈和纸莎草，被单独或与亚麻一起用于制造绳子和其他纺织品。在这一时期，埃及的羊毛生产证据很少，尽管在古代晚期有希腊-罗马埃及的羊毛外衣的例子。

## 古希臘羅馬
在克里特-迈锡尼时期，服装有亚麻和丝绸等材质。
- 托加，一种罗马男性公民的长袍。

## 近現代歐洲
从15世纪开始，与服装有关的职业（裁缝、织工、商人）获得了越来越多的权力。花边、精美的天鹅绒、袜类、贝雷帽、织锦面料出现在服装市场上，其产量随着经济和技术的发展而增加。从16世纪开始，法国和西班牙的宫廷在服饰华丽和奢侈程度上超越了意大利城邦：服装的华丽程度成为贵族财富和权力的代表。在中上层阶级，服装越来越失去其实用功能，成为纯粹的装饰品。17世纪的宫廷是服装演变的一个例子：不仅是王子，还有诗人、内侍、女士和卫兵都有非常珍贵的制服，这些制服颜色鲜艳，由非常昂贵的织物制成。
1790年，约瑟夫·马里·雅卡尔发明了自动化织布机，使织物生产的精度和速度都得到了提高。技术演进也延伸到了缝纫机上，服装生产中心转移到了工业发达的英国。
20世纪出现了消費主義现象，而服装无疑是最突出领域之一。购买一种工业产品如服装，在许多人的生活中具有重要意义。服装的价格比其他身份象征（汽车、房屋）更容易获得。急于购买物质产品不是出于需要，而是为了追随时尚变化的无节制速度，这在世界最富裕国家的绝大多数人口中是一种普遍的做法。至少在20世纪，在新技术（电视、游戏机、手机、电脑和其他配件）传播之前，这种消费主义现象在服装方面找到了它的高峰，而信息技术只是在本世纪的最后20年才出现。服装是许多西方家庭的主要支出项目之一（不包括基本生活用品），特别是在年轻人中。大的时装公司适应这一现象，将其生产扩展到不那么独特的，虽然价格高于平均水平的服装，成为"潮流"。

## 中國
在中华民国之前，只有皇帝可以穿黄色衣服。在历史上的许多情况下，都有精心设计的法律体系来规范谁可以穿某些衣服。来源于春秋战国时期的礼。但更早的时期礼制只是习惯，并没有成文约束。